# Paul Doumer
Paul Doumer (Aurillac, 22 de marzo de 1857-París, 7 de mayo de 1932) fue un político francés, que ocupó diversos cargos políticos en el país, incluyendo el de Presidente de Francia desde el 13 de junio de 1931 hasta su asesinato en 1932.
Aunque inició su carrera política con el Partido Radical y Radical Socialista, su ideario político se fue escorando progresivamente hacia la derecha. Fue igualmente miembro de la Masonería.

## Primeros años
Nacido en Aurillac, departamento de Cantal, el 22 de marzo de 1857, era hijo de un ferroviario, y se vio obligado a trabajar desde su infancia, ejerciendo a los 12 años de edad de recadero, y posteriormente como obrero grabador. Estudió sin embargo en el Conservatoire National des Arts et Métiers, para posteriormente obtener una licenciatura en Matemáticas (en 1877) y otra el Derecho (en 1878).
En 1878 contrajo matrimonio con Blanche Richel, con quien tuvo ocho hijos, aunque cuatro de ellos murieron en el curso de la Primera Guerra Mundial.

## Inicios de su carrera política
En 1888 fue diputado por el Partido Radical y Radical Socialista por Laon, repitiendo en 1891, esta vez por Auxerre.
Entre el 1 de noviembre de 1895 y el 23 de abril de 1896 fue ministro de Finanzas en el Gobierno de Léon Bourgeois, durante la Presidencia de Félix Faure.

## Destino en Indochina
Destinado entre 1897 y 1902 como nuevo gobernador general de la Indochina Francesa, fue impulsor de la construcción del ferrocarril transindochino. También reforzó la estructura de control colonial de la metrópoli, estableciendo la sede del Gobierno de la colonia en Hanói. Hizo construir en dicha ciudad el Cầu Long Biên, o puente Paul Doumer, con una estructura metálica concebida y diseñada por Gustave Eiffel similar a la de la Torre Eiffel.
Colaboró igualmente con Alexandre Yersin en la fundación de un sanatorio en Da Lat; al igual que en los trabajos para lograr la aclimatación del árbol del caucho para lograr una producción francesa del caucho, que era importante en un momento en que el automóvil se hallaba en expansión.
También dio inicio a las obras para la creación del puerto de Hai Phong, a la vez que convirtió a Hanói en la primera ciudad de Asia en disponer de energía eléctrica (a este respecto, hay que recordar sus vínculos con empresas eléctricas).

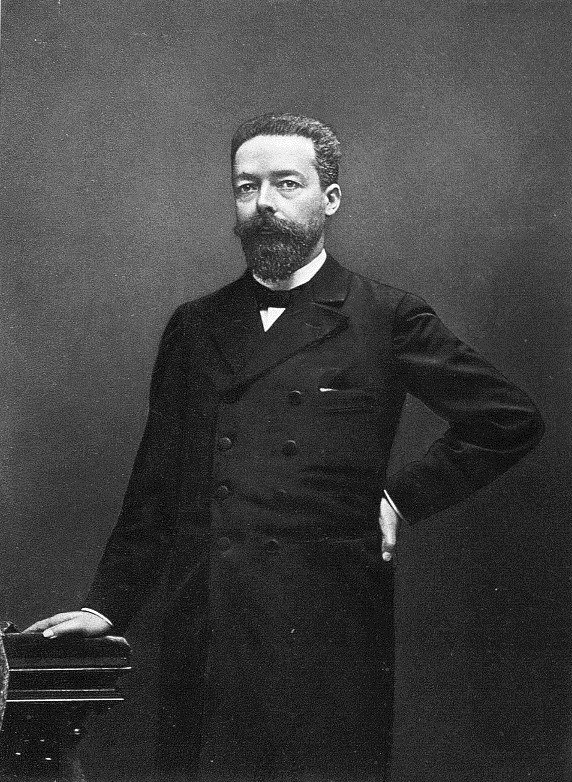
Doumer en 1905

## Regreso a la metrópoli
Tras su regreso a Francia, fue elegido en 1902 nuevamente diputado por el departamento del Aisne, una vez más por la circunscripción de Laon.
En 1921 fue nuevamente ministro de Finanzas, en el séptimo Gobierno de Aristide Briand, cartera que asumió por tercera vez en 1925.
Entre 1912 y 1931, fue senador por Córcega. En 1927 fue elegido presidente del Senado.

## Presidencia de la República
La culminación de su carrera política se produjo con su elección para la Presidencia de la III República francesa, el 13 de mayo de 1931 (años después de su primer intento, fracasado, en 1906), elección en la que representaba a la candidatura conjunta de la izquierda.

## Muerte
El 6 de mayo de 1932 fue objeto de un atentado en París por parte del médico ruso antibolchevique Paul Gorgulov, quien declaró posteriormente que lo hacía para vengarse de la inactividad de las democracias europeas frente a la constitución de la Unión Soviética, y a quien se vinculaba con la extrema derecha.
El fallecimiento de Paul Doumer como consecuencia de las heridas recibidas en el atentado fue registrado a las 4 h 37' de la madrugada del 7 de mayo, casi a los 75 años y medio (75 años y tres meses). Tras recibir honras fúnebres en la catedral de Notre-Dame de París fue inhumado en el panteón familiar en el cementerio de Vaugirard.

## Mandatos electivos
- 1888 - 1891: Diputado por el Aisne (circunscripción de Laon, Partido Radical y Radical Socialista).
- 1891 - 1895: Diputado por el Yonne (circunscripción de Auxerre, Partido Radical).
- 1902 - 1910: Diputado por el Aisne (circunscripción de Laon, Partido Radical).
- 1912 - 1931: Senador por Córcega (Partido Radical).

## Funciones ministeriales
- 1895 - 1896: Ministro de Finanzas.
- 1921 - 1922: Ministro de Finanzas.
- 1925 - 1926: Ministro de Finanzas.
- 1927 - 1931: Presidente del Senado.
- 1931 - 1932: Presidente de la República.

## Otras funciones
- 1926 - 1927: Presidente de la Academia de Ciencias Coloniales.
- 1925 - 1930: Presidente de la Alianza francesa.
- 1922 - 1932: Presidente de la Sociedad de Amigos del Museo Nacional de Historia Natural y del Jardín de las Plantas.
- 1914: Jefe del gabinete civil del general Gallieni.